# Extra Life (and Decay)
Extra Life (and Decay) ist ein französisch-niederländischer Film von Stéphanie Lagarde aus dem Jahr 2025.

## Inhalt
Eine vielstimmige „Erzähler*in“ erklärt, sich nicht länger von der Arbeitswelt ausbeuten zu lassen. Dabei nimmt sie verschiedene Gestalten an: Entität, Wald, Filmemacherin, Mutter, Käfer, Pilz.

## Produktion
Regisseurin Lagarde studierte an der École nationale supérieure des arts décoratifs in Paris und arbeitet in Frankreich. Bereits seit Jahren ist sie mit ihren Kunst- und Filminstallationen in verschiedenen Städten zu sehen. Der Film basiert auf ihren Studien zu Waldgemeinschaften und Betreuungsverhältnissen in der Gesellschaft.
Der Kurzfilm feierte am 14. Februar auf der Berlinale 2025 in der Sektion Forum Expanded Premiere. Auch war der Film für den Teddy Award nominiert. Außerdem wird der Film im April 2025 auf der Videonale in Bonn gezeigt werden. Der Film wird durch Video Power vertrieben.

## Rezeption
Fabienne Bonus von der Videonale attestiert Lagarde eine Ablehnung des anthropozentrischen Blicks. Zudem fragmentiere sie „schwer fassbare Bilder, die in kollektiver Zusammenarbeit entstanden sind, und entfalte ein Narrativ, welches sich der subjektzentrierten Perspektive“ entziehe. Außerdem erinnere sie daran, „dass wir Teil eines größeren, empfindsamen Netzwerks sind, in dem jede Art auf die andere angewiesen“ sei.